# اعتصابات کارگری ۱۴۰۱ ایران
اعتصابات کارگری ۱۴۰۱ ایران، مجموعه‌ای از اعتصابات کارگری شامل اعتصابات کارگران واحدهای صنعتی، خدماتی، نفت و گاز، ذوب آهن اصفهان، شرکت تولید قطعات خودرو (کروز)، داروگر، بهمن دیزل قزوین، بهمن موتور، نیرو محرکه، شرکت مرتب (سیف خودرو)، سرما آفرین، شرکت لوازم خانگی پارس، نیشکر هفت تپه و … همزمان و هماهنگ با اعتراضات سراسری ۱۴۰۱ ایران با شعارهای «فقط کف خیابون به دست میاد حقمون»، «درآمد دلاری، کارگر ریالی/ کارشناس دلاری، کارگر ریالی/ کارگر داد بزن، حقتو فریاد بزن» در جریان است و ادامه دارد.

## روزشمار اعتصابات

### ۲۴ آبان
کارگران این شرکت، مطابق فراخوان از پیش اعلام شده در اعتراض به رسیدگی‌نشدن به خواسته‌های خود، اقدام به اعتصاب کرده و در محوطه این شرکت تجمع کردند.

### ۲۵ آبان
کارگران شرکت ذوب‌آهن اصفهان از بخش‌های مختلف شرکت در اعتراض به رسیدگی‌نشدن به خواسته‌هایشان برای دومین روز متوالی دست به اعتصاب زده و در محوطه این شرکت تجمع کردند.

### ۵ آذر
کارکنان شرکت ذوب‌آهن اصفهان و کارگران برخی دیگر از کارخانه‌های صنعتی و خودروسازی دست از کار کشیدند و اعتصاب کردند.

### ۶ آذر
بنابر گزارش اتحادیه آزاد کارگران ایران کارکنان ذوب آهن اصفهان روز شنبه (۵ آذر) در اعتراض به «عدم تحقق وعده‌های مسئولان این شرکت» اعتصاب کردند.

### ۷ آذر
اعتصاب کارگران ذوب آهن اصفهان، شرکت خودروسازی مرتب و اعتصاب کامیون‌داران و رانندگان کامیون دست‌کم در چند منطقه ادامه یافت.

### ۸ آذر
کارگران شرکت گندله‌سازی مادکوش بندر عباس دست به اعتصاب زدند.

### ۱۰ آذر
کارگران شرکتی اداره راه و حمل و نقل جاده‌ای استان کردستان همزمان با سفر ابراهیم رئیسی، به سنندج در یازدهمین هفته از آغاز اعتصابات و اعتراضات سراسری دست به اعتصاب عمومی زده‌اند.
بر اساس گزارش‌ها در تلمبه‌خانه بندر گناوه کارگران دست به اعتصاب زده‌اند.

### ۱۱ آذر
۷ نفر از کارگران مجتمع فولاد گیلان در شهرک صنعتی رشت به دلیل پیگیری مطالبات خود توسط کارفرما تعلیق شدند. منابع کارگری گفتند: «به علت اجرا نشدن طرح طبقه‌بندی مشاغل، دستمزد حداقلی و اضافه‌کار، مسکوت ماندن بعضی مزایا و حذف برخی دیگر بارها اعتراض کرده‌ایم تا به حقوق خود دست پیدا کنیم. به همین دلیل چهارشنبه هفته گذشته دست به اعتراض زدیم که در نتیجه آن کارفرما اقدام به تعلیق کار هفت نفر از همکاران‌مان به بهانه حضور در اعتراضات کرد.»

### ۱۳ آذر
بنا بر اعلام شورای سازماندهی اعتراضات کارگران پیمانی نفت، قریب به ۵۰۰ نفر از کارگران پیمانکار شرکت پایانه و مخازن پتروشیمی ماهشهر دست به اعتصاب زدند.

### ۱۴ آذر
هماهنگ با آغاز اعتصاب کسبه و بازاریان در چندین شهر، گروه‌های مختلفی از کارگران نیز در چندین شهر از مناطق مختلف ایران از جمله تهران به این اعتصاب‌ها ملحق شدند.
تا کنون خبرها و گزارش‌هایی از اعتصاب کارگران کارخانه سیمان سپاهان اصفهان، اعتصاب کارکنان آلومینیوم المهدی بندرعباس، اعتصاب کارکنان مجتمع پتروشیمی کردستان واقع در سنندج، اعتصاب پیمانکاران و پرسنل پروژه ساخت منازل مسکونی پرسنل ارتش در کرمانشاه انتشار یافته‌است. اعتصاب کارگران شرکت پایانه‌ها و مخازن پتروشیمی بندر ماهشهر که از یکشنبه ۱۳ آذر آغاز شده ادامه یافت.
به دنبال پشتیبانی شورای سازماندهی اعتراضات کارگران پیمانی نفت از فراخوان سه روزه اعتصابات ۱۴ تا ۱۶ آذر، کارگران پیمانی نفت نیز به این اعتصابات پیوستند.

### ۱۵ آذر
همزمان با فراخوان‌های اعتصاب در سراسر ایران، کارگران سیمان سپاهان اصفهان نیز دست از کار کشیده و به اعتصابات سراسری پیوستند.
در دومین روز این اعتصابات، کارگران شاغل در شرکت پتروشیمی سنندج، کارگران ذوب آهن اصفهان، کارگران شرکتی پتروشیمی چوار در استان ایلام نیز به این اعتصابات پیوستند.
اتحاد آزاد کارگران ایران طی بیانیه‌ای نوشتند: «امسال روز دانشجو به مثابه روزی بزرگ و تاریخ‌ساز برای همبستگی کارگران و معلمان و زنان و دانشجویان و عموم توده‌های ستم‌دیده مردم ایران که در فراخوان‌های سه روز اعتصاب و اعتراض خیابانی متبلور شده است و می‌رود تا خیزش سراسری و آزادیخواهانه و برابری طلبانه مردم ایران را یک گام مهم دیگر به پیش راند.»

### ۱۶ آذر
سندیکای کارگران شرکت واحد اتوبوسرانی تهران و‌ حومه، هم‌صدا با دیگر تشکل‌های مستقل کارگری و‌ معلمی کشور، اعلام کرد: «از فراخوان‌های اعتراضی دانشجویان عزیز و دیگر اقشار تحت ستم حمایت کرده و از همکاران گرامی درخواست می‌نماییم که همزمان با روز دانشجو در کنار دانشجویان و دانش‌آموزان قرار گیرند و از آنها حمایت کنند.»

### ۲۸ بهمن
گروهی از کارگران کارخانه سیمان خاش در اعتراض به عدم رسیدگی به مطالباتشان دست به اعتصاب زدند.